# Hendrik Jacob Koenen
Hendrik Jacob Koenen (Amsterdam, 11 januari 1809 – Haarlem, 13 oktober 1874) was een Nederlandse advocaat, schrijver, historicus en letterkundige, bekend om zijn bijdragen aan de geschiedschrijving van de Joden in Nederland en zijn betrokkenheid bij het Réveil, een protestantse opwekkingsbeweging.

## Levensloop
Koenen werd geboren in Amsterdam, een maand na het overlijden van zijn vader, een koopman van Duitse afkomst. Zijn moeder, Francona Antoinetta Coenradina Pauw, kwam uit een vooraanstaande Nederlandse familie. Hij groeide op in een religieus milieu en kreeg zijn eerste onderwijs van een gouvernante. In de zomermaanden verbleef hij op de buitenplaats Buitenrust bij Haarlem, waar hij les kreeg op het jongensinstituut van Van 't Hull in die stad. In de wintermaanden volgde hij onderwijs aan de Latijnse School in Amsterdam.
In 1824 begon Koenen aan een rechtenstudie aan het Athenaeum Illustre in Amsterdam en promoveerde in 1831 aan de Universiteit Leiden. Hoewel hij zich aanvankelijk als advocaat vestigde, wijdde hij zich al snel volledig aan historisch en literair onderzoek en beëindigde hij zijn loopbaan in de advocatuur. Hij was actief in het gemeentebestuur van Amsterdam en in de Provinciale Staten van Noord-Holland.
Koenen raakte vanaf de jaren 1830 actief betrokken bij het Réveil, een protestants-christelijke vernieuwingsbeweging die zich in Nederland ontwikkelde in de eerste helft van de 19e eeuw. Hij sloot zich aan bij deze beweging vanuit een groeiende onvrede met het rationalisme en de formalisering van het geloof binnen de Nederlands Hervormde Kerk. Koenen stond in contact met prominente vertegenwoordigers van het Réveil, zoals Isaäc da Costa en Guillaume Groen van Prinsterer, met wie hij in de jaren 1840 ook correspondeerde. Zijn betrokkenheid kwam tot uiting in zowel religieuze als sociale initiatieven, waarin hij pleitte voor een herleving van het christelijk geloof en aandacht vroeg voor armoede en morele vernieuwing in de samenleving.

## Historisch werk
Koenen is vooral bekend vanwege zijn werk Geschiedenis der Joden in Nederland (1843), het eerste uitgebreide overzicht van de Joodse geschiedenis in Nederland, waarvoor hij een prijs ontving van het Provinciaal Utrechts Genootschap van Kunsten en Wetenschappen.

## Persoonlijk leven
Koenen trouwde met Dionijsia Catharina van Halteren. Hij overleed op 13 oktober 1874 op de buitenplaats Buitenrust in Haarlem, waar hij een groot deel van zijn leven had doorgebracht.
- Bibliothèque nationale de France: cb150567724 (data)
- Biografisch Portaal: 08644773
- Digitale Bibliotheek voor de Nederlandse Letteren: koen004
- Gemeinsame Normdatei: 121468380
- International Standard Name Identifier: 0000 0000 8205 1362
- Library of Congress Control Number: n87917991
- Nationale Bibliotheek van Israël: 987007447017805171
- Nederlandse Thesaurus van Auteursnamen: 068532873
- Système universitaire de documentation: 179471783
- Virtual International Authority File: 20538367
- WorldCat: E39PBJkMFCQ98kcRTG4q673xXd